# Nollieux
Nollieux är en kommun i departementet Loire i regionen Auvergne-Rhône-Alpes i centrala Frankrike. Kommunen ligger i kantonen Saint-Germain-Laval som tillhör arrondissementet Roanne. År 2022 hade Nollieux 187 invånare.

## Befolkningsutveckling
Antalet invånare i kommunen Nollieux
| Referens: INSEE |